# The Strokes/Diskografie
Diese Diskografie ist eine Übersicht über die musikalischen Werke der US-amerikanischen Rockband The Strokes. Den Schallplattenauszeichnungen zufolge hat sie bisher mehr als 12,6 Millionen Tonträger verkauft, davon alleine in ihrer Heimat über 6,5 Millionen. Ihre erfolgreichste Veröffentlichung ist das Album Is This It mit über 1,9 Millionen verkauften Einheiten.

## Alben

### Studioalben
| Jahr | Titel Musiklabel                                         | Höchstplatzierung, Gesamtwochen, AuszeichnungChartplatzierungen (Jahr, Titel, Musiklabel, Platzierungen, Wochen, Auszeichnungen, Anmerkungen) | Höchstplatzierung, Gesamtwochen, AuszeichnungChartplatzierungen (Jahr, Titel, Musiklabel, Platzierungen, Wochen, Auszeichnungen, Anmerkungen) | Höchstplatzierung, Gesamtwochen, AuszeichnungChartplatzierungen (Jahr, Titel, Musiklabel, Platzierungen, Wochen, Auszeichnungen, Anmerkungen) | Höchstplatzierung, Gesamtwochen, AuszeichnungChartplatzierungen (Jahr, Titel, Musiklabel, Platzierungen, Wochen, Auszeichnungen, Anmerkungen) | Höchstplatzierung, Gesamtwochen, AuszeichnungChartplatzierungen (Jahr, Titel, Musiklabel, Platzierungen, Wochen, Auszeichnungen, Anmerkungen) | Anmerkungen                                                  |
| Jahr | Titel Musiklabel                                         | DE | AT | CH | UK | US | Anmerkungen                                                  |
| ---- | -------------------------------------------------------- | --- | --- | --- | --- | --- | ------------------------------------------------------------ |
| 2001 | Is This It RCA Records (BMG)                             | DE28 (13 Wo.)DE | AT35 (11 Wo.)AT | CH86 (2 Wo.)CH | UK2 ×2Doppelplatin · (59 Wo.)UK | US33 Platin · (58 Wo.)US | Erstveröffentlichung: 29. Juli 2001 Verkäufe: + 1.995.000    |
| 2003 | Room on Fire RCA Records (BMG)                           | DE6 (5 Wo.)DE | AT14 (4 Wo.)AT | CH29 (4 Wo.)CH | UK2 Platin · (23 Wo.)UK | US4 Platin · (13 Wo.)US | Erstveröffentlichung: 28. Oktober 2003 Verkäufe: + 1.532.500 |
| 2005 | First Impressions of Earth RCA Records (Sony BMG)        | DE11 (9 Wo.)DE | AT9 (11 Wo.)AT | CH11 (10 Wo.)CH | UK1 Gold · (13 Wo.)UK | US4 Gold · (11 Wo.)US | Erstveröffentlichung: 30. Dezember 2005 Verkäufe: + 817.500  |
| 2011 | Angles RCA Records (Sony)                                | DE15 (4 Wo.)DE | AT9 (4 Wo.)AT | CH6 (8 Wo.)CH | UK3 Gold · (11 Wo.)UK | US4 (11 Wo.)US | Erstveröffentlichung: 18. März 2011 Verkäufe: + 170.000      |
| 2013 | Comedown Machine RCA Records (Sony)                      | DE50 (2 Wo.)DE | AT21 (2 Wo.)AT | CH16 (1 Wo.)CH | UK10 Silber · (5 Wo.)UK | US10 (5 Wo.)US | Erstveröffentlichung: 26. März 2013 Verkäufe: + 60.000       |
| 2020 | The New Abnormal Cult Records (BMG) • RCA Records (Sony) | DE12 (7 Wo.)DE | AT8 (7 Wo.)AT | CH5 (7 Wo.)CH | UK3 Silber · (4 Wo.)UK | US8 (2 Wo.)US | Erstveröffentlichung: 10. April 2020 Verkäufe: + 147.500     |

### EPs
| Jahr | Titel Musiklabel                       | Höchstplatzierung, Gesamtwochen, AuszeichnungChartplatzierungen (Jahr, Titel, Musiklabel, Platzierungen, Wochen, Auszeichnungen, Anmerkungen) | Höchstplatzierung, Gesamtwochen, AuszeichnungChartplatzierungen (Jahr, Titel, Musiklabel, Platzierungen, Wochen, Auszeichnungen, Anmerkungen) | Höchstplatzierung, Gesamtwochen, AuszeichnungChartplatzierungen (Jahr, Titel, Musiklabel, Platzierungen, Wochen, Auszeichnungen, Anmerkungen) | Höchstplatzierung, Gesamtwochen, AuszeichnungChartplatzierungen (Jahr, Titel, Musiklabel, Platzierungen, Wochen, Auszeichnungen, Anmerkungen) | Höchstplatzierung, Gesamtwochen, AuszeichnungChartplatzierungen (Jahr, Titel, Musiklabel, Platzierungen, Wochen, Auszeichnungen, Anmerkungen) | Anmerkungen                        |
| Jahr | Titel Musiklabel                       | DE | AT | CH | UK | US | Anmerkungen                        |
| ---- | -------------------------------------- | --- | --- | --- | --- | --- | ---------------------------------- |
| 2016 | Future Present Past Cult Records (BMG) | — | — | — | — | — | Erstveröffentlichung: 3. Juni 2016 |

## Singles
| Jahr | Titel Album                                   | Höchstplatzierung, Gesamtwochen, AuszeichnungChartplatzierungen (Jahr, Titel, Album, Platzierungen, Wochen, Auszeichnungen, Anmerkungen) | Höchstplatzierung, Gesamtwochen, AuszeichnungChartplatzierungen (Jahr, Titel, Album, Platzierungen, Wochen, Auszeichnungen, Anmerkungen) | Höchstplatzierung, Gesamtwochen, AuszeichnungChartplatzierungen (Jahr, Titel, Album, Platzierungen, Wochen, Auszeichnungen, Anmerkungen) | Höchstplatzierung, Gesamtwochen, AuszeichnungChartplatzierungen (Jahr, Titel, Album, Platzierungen, Wochen, Auszeichnungen, Anmerkungen) | Höchstplatzierung, Gesamtwochen, AuszeichnungChartplatzierungen (Jahr, Titel, Album, Platzierungen, Wochen, Auszeichnungen, Anmerkungen) | Anmerkungen                                                    |
| Jahr | Titel Album                                   | DE | AT | CH | UK | US | Anmerkungen                                                    |
| ---- | --------------------------------------------- | --- | --- | --- | --- | --- | -------------------------------------------------------------- |
| 2001 | The Modern Age Is This It                     | — | — | — | UK68 (7 Wo.)UK | — | Erstveröffentlichung: 29. Januar 2001                          |
| 2001 | Hard to Explain Is This It                    | — | — | — | UK16 (7 Wo.)UK | — | Erstveröffentlichung: 25. Juni 2001                            |
| 2001 | Last Nite Is This It                          | — | — | — | UK14 ×2Doppelplatin · (8 Wo.)UK | US— PlatinUS | Erstveröffentlichung: 5. November 2001 Verkäufe: + 2.395.000   |
| 2002 | Someday Is This It                            | — | — | — | UK27 Platin · (2 Wo.)UK | US— PlatinUS | Erstveröffentlichung: 23. September 2002 Verkäufe: + 1.635.000 |
| 2003 | 12:51 Room on Fire                            | — | — | — | UK7 (5 Wo.)UK | — | Erstveröffentlichung: 4. November 2003                         |
| 2004 | Reptilia Room on Fire                         | — | — | — | UK17 Platin · (6 Wo.)UK | US— PlatinUS | Erstveröffentlichung: 9. Februar 2004 Verkäufe: + 1.710.000    |
| 2004 | The End Has No End Room on Fire               | — | — | — | UK27 (2 Wo.)UK | — | Erstveröffentlichung: 1. November 2004                         |
| 2005 | Juicebox First Impressions of Earth           | DE100 (1 Wo.)DE | — | — | UK5 (8 Wo.)UK | US98 (1 Wo.)US | Erstveröffentlichung: 4. Oktober 2005                          |
| 2006 | Heart in a Cage First Impressions of Earth    | — | — | — | UK25 (2 Wo.)UK | — | Erstveröffentlichung: 20. März 2006                            |
| 2006 | You Only Live Once First Impressions of Earth | — | — | — | UK— SilberUK | US— GoldUS | Erstveröffentlichung: 6. September 2006 Verkäufe: + 770.000    |
| 2011 | Under Cover of Darkness Angles                | — | — | — | UK47 Silber · (4 Wo.)UK | US— GoldUS | Erstveröffentlichung: 9. Februar 2011 Verkäufe: + 700.000      |
| 2011 | Taken for a Fool Angles                       | — | — | — | — | — | Erstveröffentlichung: 1. Juli 2011                             |
| 2013 | One Way Trigger Comedown Machine              | — | — | — | — | — | Erstveröffentlichung: 25. Januar 2013                          |
| 2013 | All the Time Comedown Machine                 | — | — | — | — | — | Erstveröffentlichung: 19. Februar 2013                         |
| 2020 | At the Door The New Abnormal                  | — | — | — | — | — | Erstveröffentlichung: 11. Februar 2020                         |
| 2020 | Bad Decisions The New Abnormal                | — | — | — | — | — | Erstveröffentlichung: 18. Februar 2020                         |
| 2020 | Brooklyn Bridge to Chorus The New Abnormal    | — | — | — | — | — | Erstveröffentlichung: 6. April 2020                            |

## Videoalben und Musikvideos

### Videoalben
| Jahr | Titel Musiklabel                | Anmerkungen                            |
| ---- | ------------------------------- | -------------------------------------- |
| 2002 | The Videos and More Rough Trade | Erstveröffentlichung: 9. Dezember 2002 |

### Musikvideos
| Jahr | Titel                                    | Regie                                             |
| ---- | ---------------------------------------- | ------------------------------------------------- |
| 2001 | Last Nite                                | Roman Coppola                                     |
| 2002 | The Modern Age                           | Roman Coppola                                     |
| 2002 | Hard to Explain                          | Roman Coppola, Johannes Gamble Julian Casablancas |
| 2002 | Someday                                  | Roman Coppola                                     |
| 2003 | 12:51                                    | Roman Coppola                                     |
| 2004 | Reptilia                                 | Jake Scott                                        |
| 2004 | The End Has No End                       | Sophie Muller                                     |
| 2005 | Juicebox                                 | Mike Palmieri                                     |
| 2006 | Heart in a Cage                          | Samuel Bayer                                      |
| 2006 | You Only Live Once                       | Samuel Bayer                                      |
| 2007 | You Only Live Once (alternative Version) | Warren Fu                                         |
| 2011 | Under Cover of Darkness                  | Warren Fu                                         |
| 2011 | Call Me Back                             | Albert Hammond, Jr.                               |
| 2011 | Taken for a Fool                         | Laurent Briet                                     |
| 2013 | All the Time                             | Albert Hammond, Jr.                               |
| 2016 | Treat of Joy                             | Warren Fu                                         |
| 2020 | At the Door                              | Mike Burakoff                                     |
| 2020 | Bad Decisions                            | Andrew Donoho                                     |
| 2020 | The Adults Are Talking                   | Roman Coppola                                     |

## Boxsets
| Jahr | Titel Musiklabel                                                                 | Anmerkungen                                                                                   |
| ---- | -------------------------------------------------------------------------------- | --------------------------------------------------------------------------------------------- |
| 2012 | Under Cover of Darkness / You’re So Right RCA Records (Sony) / Threads + Grooves | Erstveröffentlichung: 2012 Verkäufe: + 35.000 limitiertes Set aus T-Shirt und 7″ Vinyl-Single |

## Statistik

### Chartauswertung
|                     | DE    | AT    | CH    | UK    | US    |
| ------------------- | ----- | ----- | ----- | ----- | ----- |
| Nummer-eins-Alben   | DE—DE | AT—AT | CH—CH | UK1UK | US—US |
| Top-10-Alben        | DE1DE | AT3AT | CH2CH | UK6UK | US5US |
| Alben in den Charts | DE6DE | AT6AT | CH6CH | UK7UK | US6US |

|                       | DE    | AT    | CH    | UK    | US    |
| --------------------- | ----- | ----- | ----- | ----- | ----- |
| Nummer-eins-Singles   | DE—DE | AT—AT | CH—CH | UK—UK | US—US |
| Top-10-Singles        | DE—DE | AT—AT | CH—CH | UK2UK | US—US |
| Singles in den Charts | DE1DE | AT—AT | CH—CH | UK9UK | US1US |

### Auszeichnungen für Musikverkäufe
| Silberne Schallplatte - Frankreich - 2006: für das Album First Impressions of Earth Goldene Schallplatte - Australien - 2006: für das Album First Impressions of Earth - 2020: für die Single Reptilia - 2020: für die Single Under Cover of Darkness / You’re So Right - 2020: für die Single You Only Live Once - Europa (Impala) - 2011: für das Album Angels - Frankreich - 2024: für das Lied The Adults Are Talking - 2024: für das Album The New Abnormal - Italien - 2019: für die Single Last Nite - 2024: für die Single Reptilia - Japan - 2003: für das Album Is This It - 2004: für das Album Room On Fire - 2006: für das Album First Impressions of Earth - Kanada - 2003: für das Album Room On Fire - Mexiko - 2021: für das Lied The Adults Are Talking - 2023: für das Album The New Abnormal - Neuseeland - 2004: für das Album Room On Fire - 2023: für das Album First Impressions of Earth - 2025: für das Album The New Abnormal - Portugal - 2022: für das Lied The Adults Are Talking - 2022: für die Single Reptilia - 2022: für die Single Someday - 2022: für die Single You Only Live Once - Spanien - 2024: für das Lied The Adults Are Talking - 2024: für die Single Someday - 2025: für die Single You Only Live Once - Vereinigtes Königreich - 2024: für das Lied The Adults Are Talking | Platin-Schallplatte - Australien - 2020: für das Album Angels - 2020: für das Album Room On Fire - 2020: für die Single Last Nite - Irland - 2004: für das Album Room On Fire - Dänemark - 2018: für das Album Is This It - Kanada - 2004: für das Album Is This It - Neuseeland - 2002: für das Album Is This It - 2022: für die Single Last Nite - Portugal - 2023: für die Single Last Nite - Schweden - 2003: für das Album Is This It - Spanien - 2024: für die Single Last Nite - 2024: für die Single Reptilia 2× Platin-Schallplatte - Australien - 2020: für das Album Is This It |

Anmerkung: Auszeichnungen in Ländern aus den Charttabellen bzw. Chartboxen sind in ebendiesen zu finden.
| Land/RegionAuszeichnungen für Musikverkäufe (Land/Region, Auszeichnungen, Verkäufe, Quellen) | Silber     | Gold       | Platin       | Verkäufe  | Quellen                           |
| -------------------------------------------------------------------------------------------- | ---------- | ---------- | ------------ | --------- | --------------------------------- |
| Australien (ARIA)                                                                            | —          | 4× Gold4   | 5× Platin5   | 490.000   | aria.com.au                       |
| Dänemark (IFPI)                                                                              | —          | —          | Platin1      | 20.000    | ifpi.dk                           |
| Europa (Impala)                                                                              | —          | Gold1      | —            | (75.000)  | Einzelnachweise                   |
| Frankreich (SNEP)                                                                            | Silber1    | 2× Gold2   | —            | 225.000   | snepmusique.com                   |
| Irland (IRMA)                                                                                | —          | —          | Platin1      | 15.000    | Einzelnachweise                   |
| Italien (FIMI)                                                                               | —          | 2× Gold2   | —            | 75.000    | fimi.it                           |
| Japan (RIAJ)                                                                                 | —          | 3× Gold3   | —            | 300.000   | riaj.or.jp                        |
| Kanada (MC)                                                                                  | —          | Gold1      | Platin1      | 150.000   | musiccanada.com                   |
| Mexiko (AMPROFON)                                                                            | —          | 2× Gold2   | —            | 100.000   | amprofon.com.mx                   |
| Neuseeland (RMNZ)                                                                            | —          | 3× Gold3   | 2× Platin2   | 67.500    | aotearoamusiccharts.co.nz NZ2 NZ3 |
| Portugal (AFP)                                                                               | —          | 4× Gold4   | Platin1      | 30.000    | Einzelnachweise                   |
| Schweden (IFPI)                                                                              | —          | —          | Platin1      | 40.000    | sverigetopplistan.se              |
| Spanien (Promusicae)                                                                         | —          | 3× Gold3   | 2× Platin2   | 210.000   | elportaldemusica.es               |
| Vereinigte Staaten (RIAA)                                                                    | —          | 3× Gold3   | 5× Platin5   | 6.500.000 | riaa.com                          |
| Vereinigtes Königreich (BPI)                                                                 | 4× Silber4 | 3× Gold3   | 7× Platin7   | 4.420.000 | bpi.co.uk                         |
| Insgesamt                                                                                    | 5× Silber5 | 31× Gold31 | 26× Platin26 |           |                                   |